# 笹倉豊
笹倉 豊（ささくら ゆたか、1991年11月5日 - ）は、日本の男性声優。神奈川県出身。血液型 A型。
以前はムーブマン、スチール・ウッド・ガーデンに所属していた。

## 出演

### テレビアニメ
2012年
- GON -ゴン-（角シカ2）

2013年
- アウトブレイク・カンパニー（シュマイケル、セレーゾ）

2014年
- 一週間フレンズ。（クラスメイト）
- P4GA Persona4 the Golden ANIMATION（男子生徒A）
- 僕らはみんな河合荘（男子A）
- 魔法戦争（生徒A、トレイラーの魔法使い、男子生徒）
- まじもじるるも（ニュース音声、海の家店員）

2015年
- パンチライン（W2）

2019年
- エッグカー（2019年 - 2020年、スズメバチC、アリA）

### OVA
- 僕らはみんな河合荘（2015年、男子）※第7巻特別編

### 舞台
- 国立オペラ・カンパニー 青いサカナ団「あさくさ天使」 - オリオン座劇団員 役
- 劇団空間エンジン「LIFE〜誰かのために祈る時〜」 - 司 役

### イベント
- 国立オペラ・カンパニー 青いサカナ団　チャリティーコンサート
- アニソン2.5次元ライブ コンサート
- 平成生まれの作曲家による現代音楽「6.8」歌唱
- 東京音楽大学学長賞選考会「6.8」歌唱
- 新潟市PRアニメ「古町と団五郎」 - リュート 役 他